# Бифидобактерии
Бифидобактерии (лат. Bifidobacterium: bifidus — разделённый надвое и bacteria — бактерия) — род грамположительных анаэробных бактерий, представляющих собой слегка изогнутые палочки (длиной 2—5 мкм), иногда ветвящиеся на концах, спор не образуют.

## Биологические свойства
Для роста бифидобактерий необходимы пара-аминобензойная кислота (ПАБК) и пантотеновая кислота. Дифференциально-диагностическая среда Блаурока.
Количество микробов в норме — 109—1010 КОЕ/гр.
Бифидобактерии составляют 80—90 % кишечной флоры детей, находящихся на грудном вскармливании, и молодняка млекопитающих в подсосном периоде. Присутствие бифидобактерий в кишечнике полезно для ребёнка и молодых животных, так как бифидобактерии подавляют развитие различных гнилостных и болезнетворных микроорганизмов, способствуют перевариванию углеводов. По окончании молочного вскармливания бифидофлора сменяется обычной кишечной микрофлорой, характерной для взрослых организмов.
Функции бифидобактерий в организме человека:
- осуществляют путём ассоциации со слизистой оболочкой кишечника физиологическую защиту кишечного барьера от проникновения микробов и токсинов во внутреннюю среду организма;
- обладают высокой антагонистической активностью по отношению к патогенным и условно патогенным микроорганизмам за счет выработки органических жирных кислот;
- участвуют в утилизации пищевых субстратов и активизации пристеночного пищеварения;
- синтезируют аминокислоты и белки, витамин K, витамины группы В: B1 — тиамин, B2 — рибофлавин, B5 — пантотеновую кислоту, B3 — никотиновую кислоту, B6 — пиридоксин, В9 — фолиевую кислоту;
- способствуют усилению процессов всасывания через стенки кишечника ионов кальция, железа, витамина D.

## Применение
Живую культуру бифидобактерий используют для изготовления лекарственных препаратов, используемых для нормализации микрофлоры кишечника и противодиарейной терапии.
По утверждению производителей, живые бифидобактерии обладают высокой антагонистической активностью против широкого спектра патогенных и условно-патогенных микроорганизмов кишечника (включая стафилококки, протеев, энтеропатогенную кишечную палочку, шигеллы, некоторые дрожжеподобные грибы), восстанавливают равновесие кишечной и влагалищной микрофлоры, нормализуют пищеварительную и защитную функции кишечника, активизируют обменные процессы, повышают неспецифическую резистентность организма.

## Виды
Род Бифидобактерий содержат следующие виды:
- B. actinocoloniiforme Killer et al. 2011
- B. adolescentis Reuter 1963 (Approved Lists 1980)
- B. aemilianum Alberoni et al. 2019
- B. aerophilum Michelini et al. 2017
- B. aesculapii Modesto et al. 2014
- B. amazonense Lugli et al. 2021
- B. angulatum Scardovi and Crociani 1974 (Approved Lists 1980)
- B. animalis (Mitsuoka 1969) Scardovi and Trovatelli 1974 (Approved Lists 1980)
- B. anseris Lugli et al. 2018
- B. apousia Chen et al. 2022
- B. apri Pechar et al. 2017
- B. aquikefiri Laureys et al. 2016
- B. asteroides Scardovi and Trovatelli 1969 (Approved Lists 1980)
- B. avesanii Michelini et al. 2019
- B. biavatii Endo et al. 2012
- B. bifidum (Tissier 1900) Orla-Jensen 1924 (Approved Lists 1980)
- B. bohemicum Killer et al. 2011
- B. bombi Killer et al. 2009
- B. boum Scardovi et al. 1979 (Approved Lists 1980)
- B. breve Reuter 1963 (Approved Lists 1980)
- B. callimiconis Duranti et al. 2019
- B. callitrichidarum Modesto et al. 2018
- B. callitrichos Endo et al. 2012
- B. canis Neuzil-Bunesova et al. 2020
- B. castoris Duranti et al. 2019
- B. catenulatum Scardovi and Crociani 1974 (Approved Lists 1980)
- B. catulorum Modesto et al. 2018
- B. cebidarum Duranti et al. 2020
- B. choerinum Scardovi et al. 1979 (Approved Lists 1980)
- B.choladohabitans  Chen et al. 2022
- B. choloepi Modesto et al. 2020
- B. colobi Lugli et al. 2021
- B. commune Praet et al. 2015
- B. criceti Lugli et al. 2018
- "B. crudilactis" Delcenserie et al. 2007
- B.cuniculi  Scardovi et al. 1979 (Approved Lists 1980)
- B. dentium Scardovi and Crociani 1974 (Approved Lists 1980)
- B. dolichotidis Duranti et al. 2019
- "B. eriksonii" Cato et al. 1970
- B. erythrocebi Neuzil-Bunesova et al. 2021
- B. eulemuris Michelini et al. 2016
- B. faecale Choi et al. 2014
- B. felsineum Modesto et al. 2020
- B. gallicum Lauer 1990
- B. gallinarum Watabe et al. 1983
- B. globosum (ex Scardovi et al. 1969) Biavati et al. 1982
- B. goeldii Duranti et al. 2019
- B. hapali Michelini et al. 2016
- B.  Lugli et al. 2018
- B. indicum Scardovi and Trovatelli 1969 (Approved Lists 1980)
- B. italicum Lugli et al. 2018
- B. jacchi Modesto et al. 2019
- B. lemurum Modesto et al. 2015
- B. leontopitheci Duranti et al. 2020
- B. longum Reuter 1963 (Approved Lists 1980)
- B. magnum Scardovi and Zani 1974 (Approved Lists 1980)
- B.margollesii  Lugli et al. 2018
- B. merycicum Biavati and Mattarelli 1991
- B. miconis Lugli et al. 2021
- B. miconisargentati Lugli et al. 2021
- B. minimum Biavati et al. 1982
- B. mongoliense Watanabe et al. 2009
- B. moraviense Neuzil-Bunesova et al. 2021
- B. moukalabense Tsuchida et al. 2014
- B. myosotis Michelini et al. 2016
- B. oedipodis Neuzil-Bunesova et al. 2021
- B. olomucense Neuzil-Bunesova et al. 2021
- B. panos Neuzil-Bunesova et al. 2021
- B. parmae Lugli et al. 2018
- "B. platyrrhinorum" Modesto et al. 2020
- B. pluvialisilvae Lugli et al. 2021
- B. polysaccharolyticum Chen et al. 2022
- B. pongonis Lugli et al. 2021
- B. porcinum (Zhu et al. 2003) Nouioui et al. 2018
- B. primatium Modesto et al. 2020
- B. pseudocatenulatum Scardovi et al. 1979 (Approved Lists 1980)
- B. pseudolongum Mitsuoka 1969 (Approved Lists 1980)
- B. psychraerophilum Simpson et al. 2004
- B. pullorum  Trovatelli et al. 1974 (Approved Lists 1980)
- B. ramosum Michelini et al. 2017
- B. reuteri Endo et al. 2012
- B. rousetti Modesto et al. 2021
- "B. ruminale" Scardovi et al. 1969
- B. ruminantium Biavati and Mattarelli 1991
- B. saguini Endo et al. 2012
- B. saguinibicoloris Lugli et al. 2021
- "B. saimiriisciurei" Modesto et al. 2020
- B. samirii Duranti et al. 2019
- B. santillanense Lugli et al. 2021
- B. scaligerum Modesto et al. 2020
- B. scardovii Hoyles et al. 2002
- B. simiarum Modesto et al. 2020
- B. simiiventris Lugli et al. 2021
- B. stellenboschense Endo et al. 2012
- B. subtile Biavati et al. 1982
- B. thermacidophilum Dong et al. 2000
- B. thermophilum corrig. Mitsuoka 1969 (Approved Lists 1980)
- B. tibiigranuli Eckel et al. 2020
- B. tissieri corrig. Michelini et al. 2016
- B. tsurumiense Okamoto et al. 2008
- "B. urinalis" Hojo et al. 2007
- B. vansinderenii Duranti et al. 2017
- B. vespertilionis Modesto et al. 2021
- B. xylocopae Alberoni et al. 2019